# Linea Taketoyo

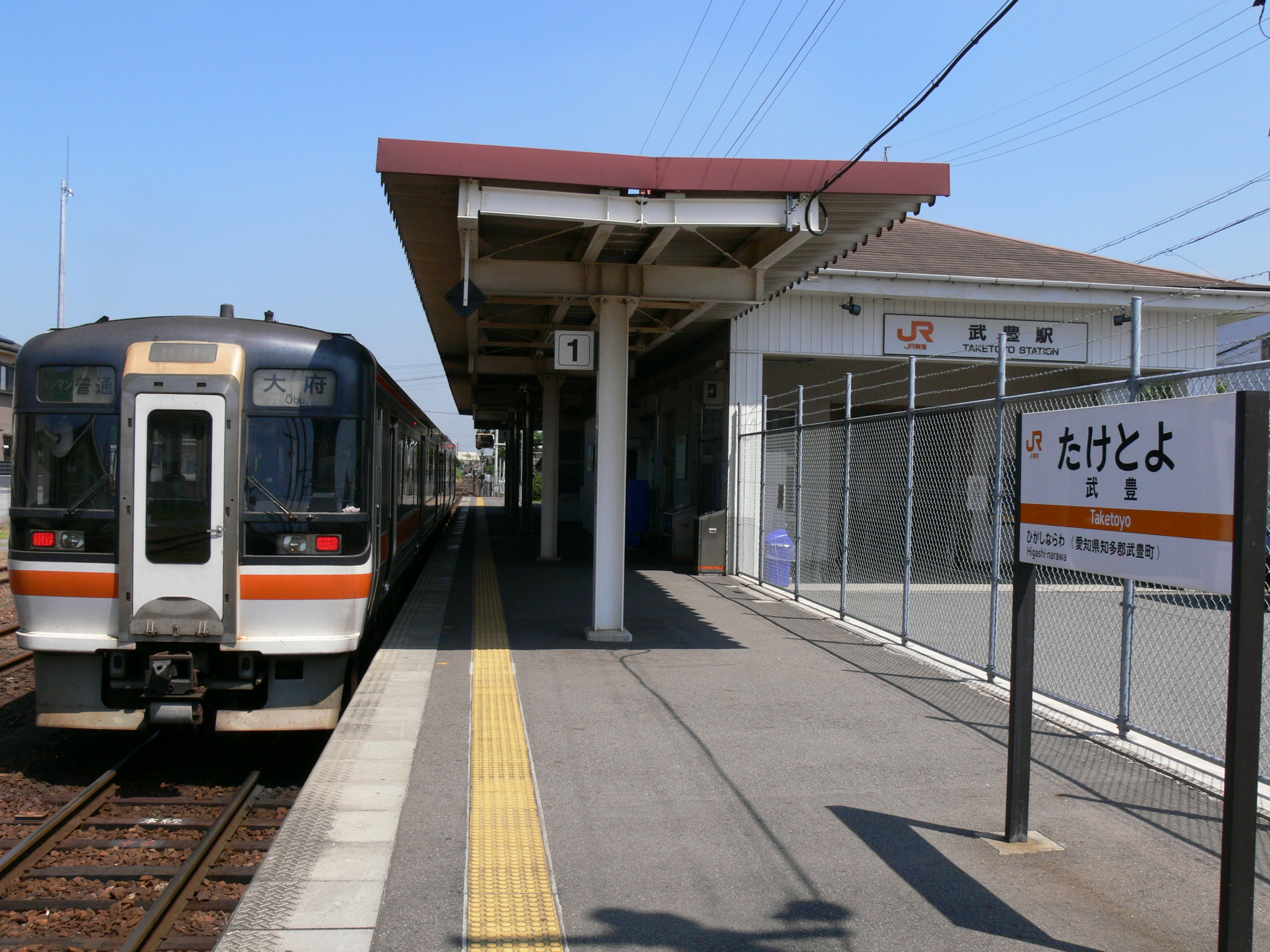
Treno fermo alla stazione di Taketoyo

La linea Taketoyo (武豊線?, Taketoyo-sen), è una linea ferroviaria giapponese a scartamento ridotto di circa 20 km che collega Ōbu con Taketoyo, entrambe nella prefettura di Aichi in Giappone. La linea è gestita dalla JR Central ed è a trazione termica. Nel 2010 sono iniziati i lavori per renterla elettrica entro il 2015, quando saranno possibili treni diretti per Nagoya.

## Servizi e stazioni
Sulla linea sono disponibili dei treni rapidi (R) che saltano le stazioni minori.
| Stazione       | Giapponese | Distanza interst. | Distanza totale | R  | Collegamenti                                          | Binari | Posizione        |
| -------------- | ---------- | ----------------- | --------------- | -- | ----------------------------------------------------- | ------ | ---------------- |
| Ōbu            | 大府       | -                 | 0.0             | ●  | Linea principale Tōkaidō (servizi diretti per Nagoya) | ∨      | Ōbu              |
| Owari Morioka  | 尾張森岡   | 1.7               | 1.7             | ｜ |                                                       | ｜     | Higashiura Chita |
| Inagawa        | 緒川       | 1.4               | 3.1             | ｜ |                                                       | ◇      | Higashiura Chita |
| Ishihama       | 石浜       | 1.5               | 4.6             | ｜ |                                                       | ◇      | Higashiura Chita |
| Higashiura     | 東浦       | 2.2               | 6.8             | ●  | Linea Handa (linea merci)                             | ◇      | Higashiura Chita |
| Kamezaki       | 亀崎       | 3.4               | 10.2            | ●  |                                                       | ◇      | Handa            |
| Okkawa         | 乙川       | 2.6               | 12.8            | ｜ |                                                       | ◇      | Handa            |
| Handa          | 半田       | 1.8               | 14.6            | ●  | Linea Meitetsu Kōwa (Chita-Handa)                     | ◇      | Handa            |
| Higashi-Narawa | 東成岩     | 1.7               | 16.3            | ●  | Linea Handa (linea merci)                             | ◇      | Handa            |
| Taketoyo       | 武豊       | 3.0               | 19.3            | ●  | Linea Meitetsu Kōwa (Chita-Taketoyo)                  | ｜     | Taketoyo Chita   |